# Keke Topp
Keke Maximilian Topp (Alemania, 25 de marzo de 2004) es un futbolista alemán que juega como delantero en el Werder Bremen de la 1. Bundesliga.

## Trayectoria
Tras jugar en las categorías inferiores del club de su ciudad natal, el TSV Gnarrenburg, fichó por la academia del Werder Bremen en verano de 2013. En marzo de 2021, se anunció que se incorporaría al equipo sub-19 del F. C. Schalke 04 a partir del verano de 2021. Tras marcar seis goles en 13 partidos con el equipo sub-19, fue convocado con el primer equipo del Schalke para el encuentro contra el F. C. San Pauli del 4 de diciembre de 2021 debido a las lesiones de Simon Terodde y Marius Bülter. Debutó como suplente de última hora en la derrota por 2-1 del Schalke.
En junio de 2024 regresó al Werder Bremen.

## Selección nacional
Disputó dos partidos con la selección sub-16 de Alemania en septiembre de 2019. Marcó cuatro goles en sus dos primeros partidos con la selección alemana sub-19 en la clasificación para el Campeonato de Europa Sub-19 de la UEFA 2023 en septiembre de 2022.

## Estadísticas

### Clubes
Actualizado al último partido disputado en la temporada 2022-23.
| Club                        | Div.          | Temporada     | Liga  | Liga  | Copas nacionales | Copas nacionales | Copas internacionales | Copas internacionales | Total | Total |
| Club                        | Div.          | Temporada     | Part. | Goles | Part.            | Goles            | Part.                 | Goles                 | Part. | Goles |
| --------------------------- | ------------- | ------------- | ----- | ----- | ---------------- | ---------------- | --------------------- | --------------------- | ----- | ----- |
| F. C. Schalke 04 · Alemania | 2.ª           | 2021-22       | 1     | 0     | 0                | 0                | —                     | —                     | 1     | 0     |
| F. C. Schalke 04 · Alemania | 1.ª           | 2022-23       | 1     | 0     | 0                | 0                | —                     | —                     | 1     | 0     |
| F. C. Schalke 04 · Alemania | Total club    | Total club    | 2     | 0     | 0                | 0                | 0                     | 0                     | 2     | 0     |
| Total carrera               | Total carrera | Total carrera | 2     | 0     | 0                | 0                | 0                     | 0                     | 2     | 0     |